# Clubiona maracandica
Clubiona maracandica là một loài nhện trong họ Clubionidae.
Loài này thuộc chi Clubiona. Clubiona maracandica được miêu tả năm 1875 bởi Kroneberg.